# 时事新报 (中国)
《时事新报》（The China Times）是上海早期报纸，最早可追溯到1907年12月5日起发行的《时事报》，于1949年5月27日停刊。
时事新报在1911年由《时事报》和《舆论日报》合刊而来。该报有几个特色。民国9年（1920年），与北京《晨报》共同刊登启事，表示要加强国际新闻采访，派记者前往欧美各国。民国9年（1920年）首先设置本埠专任记者，而不是使用传统的专员。该报又将每版改成8栏和12栏，后来被中国多数报纸沿用。
時事新報除了在討伐袁世凱時期發生相對作用之外，影響最深遠的是其副刊「學燈」（創刊於1918年3月）， 以及1931年11月20日刊登马君武写的讽刺张学良的《哀沈阳二首（仿李义山北齐体）》，一时洛阳纸贵，马君武也因此一诗成名，却让张学良以及诗中被牵连的赵一荻和胡蝶长期蒙受不白之冤。